# Церковь Бориса и Глеба (Ростов Великий)
Це́рковь Бори́са и Гле́ба — единственный уцелевший памятник архитектуры Ростовского удельного княжества, дворцовый храм ростовских князей. Расположен в Ростове Великом, на том месте, где в озеро Неро впадала несохранившаяся речка Пижерма; стоит на крепостном валу XVII века у западной оконечности Митрополичьего сада. От этой церкви получила название в Средние века Борисоглебская половина Ростова Великого, которой правили потомки князя Константина Васильевича.

## История
В своём нынешнем виде храм Бориса и Глеба был выстроен в 1761 году на средства местных купцов. Это был типичный для провинциального барокко одноглавый храм «кораблём»: выстроенные в линию высокий восьмерик, двускатная трапезная, трехъярусная колокольня со шпилем. Годом спустя с северной стороны появился крохотный бесстолпный храм Димитрия Ростовского, где службы велись в холодное время года. После закрытия в 1928 году храмы были отданы под цех и гараж. Лишённые глав и колокольни, непритязательные здания прихода не упоминаются в большинстве путеводителей и редко привлекают внимание туристов.
По местному преданию, каменный храм был поставлен князем Константином Всеволодовичем на месте деревянной церкви Кирика и Иулитты, древнейшей в городе. Место впадения Пижермы в озеро — ядро городского поселения, древнейшая часть Ростова. Во время крещения Руси именно здесь крестили жителей города («общий крещатик»). Лаврентьевская летопись датирует возведение храма 1214-18 годами. По мнению П. А. Раппопорта, это кирпичное здание строилось той же артелью, что работала в Княгинином монастыре стольного Владимира и в Спасском монастыре Ярославля. Первым русским святым посвящали князья дома Рюриковичей дворцовые храмы и в Вышгороде, и в Гродно (Коложская), и в Кидекше.
Исследуя церковь в 1970-х годах, Н. Н. Воронин нашёл осколки битой плинфы, но не придал этому значения. Во время повторного исследования в 1986 году начальник Архитектурно-археологической экспедиции Государственного Эрмитажа Олег Иоаннисян пришёл к выводу, что под храмом XVIII века в толще вала на две трети сохранилась церковь из домонгольской плинфы. Необходимо при этом уточнить, что обнаруженная плинфа битая, что наводит специалистов на мысль об её вторичном использовании.
Иоаннисян связал обнаруженный им храм — древнейший из сохранившихся в Ростове памятников — с известием Никоновской летописи о строительстве церкви на княжьем дворе в 1287 году. Кладка этого четырёхстолпного храма с одной апсидой (предположительно, динамической композиции) отмечена примитивной грубостью, не свойственной для домонгольского зодчества. Здание строилось из бута с применением опалубки, а впоследствии было облицовано тонкими белокаменными плитами. Открытие Иоаннисяна опровергло распространённый тезис о прекращении после монгольского нашествия каменного строительства на северо-востоке Руси до времён Ивана Калиты. Из сохранившихся это наиболее ранняя постройка, возведённая на Руси после вторжения монголо-татар.
Так как древняя церковь ушла в топкий грунт и при строительстве вала в XVII веке была просто засыпана, Иоаннисян планировал устроить в двух ярусах музей. Между тем местные специалисты (видимо, в интересах развития туризма) предлагали, по его словам, «привести памятник в состояние чисто внешнего благолепия — покрасить фасады, позолотить купола, поставить просто леса на здании». Нерешённый вопрос о том, в каких формах восстанавливать уникальный памятник, способствовал тому, что его просто законсервировали в руинированном состоянии. В таком виде он и пребывает по сей день.
|                                 |  |                                            |  |                                 |
| Борисоглебский храм в 2010 году |  | Храмы Борисоглебского прихода до революции |  | Руинированный Дмитриевский храм |